# Linus Borgström
Linus Albin Borgström Andersson, född 16 juni 2001 i Västra Ingelstad, är en svensk fotbollsspelare (försvarare) som spelar för Falkenbergs FF.

## Klubbkarriär
Borgström började spela fotboll i Västra Ingelstad IS. Efter tiden i moderklubben blev det spel för BK Höllviken vid 13 års ålder blev det därefter en flytt till Malmö FF. Han studerade på Malmö FF:s fotbollsakademi, och avslutade gymnasiet sommaren 2020. I mars 2020 blev Borgström upptagen i A-laget, när han skrev ett lärlingskontrakt med Malmö FF över 2021, och fick då tröjnummer 38.
Borgström debuterade för A-laget i Malmö FF den 24 januari 2020 i en träningsmatch mot IFK Malmö på Malmö IP. MFF vann matchen med 7–0 och Borgström startade matchen som högerback. Under november 2019 satt Borgström på bänken i Svenska Cupen matchen mot IFK Värnamo utan att bli inbytt. 
I januari 2021 lånades Borgström ut till Falkenbergs FF på ett låneavtal över säsongen 2021. Han gjorde sin Superettan-debut den 10 april 2021 i en 1–0-förlust mot Gais. Inför säsongen 2022 blev det en permanent övergång till Falkenberg för Borgström som skrev på ett tvåårskontrakt. I december 2023 förlängde han sitt kontrakt med ett år. I december 2024 förlängde Borgström sitt kontrakt med två år.

## Landslagskarriär
Borgström har spelat sex landskamper för Sveriges U19-landslag.